# Thunderlord!
Thunderlord! este un roman științifico-fantastic (de fantezie științifică) din 2016 al scriitoarei americane Deborah J. Ross care are loc în universul Darkover imaginat de Marion Zimmer Bradley. Este al 24-lea roman publicat al seriei și al treilea în cronologia „Darkovană”.
Seria Darkover are loc pe planeta fictivă Darkover din sistemul stelar fictiv al unei gigante roșii denumită Cottman. Planeta este dominată de ghețari care acoperă cea mai mare parte a suprafeței sale. Zona locuibilă se află la doar câteva grade nord de ecuator.

## Vezi și
- 2016 în științifico-fantastic